# Винер, Меер
Меер Зелигович Винер (также Меер Феликсович Винер; 31 декабря 1893 — ?) — еврейский советский писатель и литературовед, историк литературы. Писал главным образом на идише, также на иврите, немецком и русском языках.

## Биография
Родился в 1893 году в Кракове. Учился в университетах Вены и Цюриха.
В 1918—1926 годах жил в Вене, Берлине, Париже. В 1917—1923 годах активно печатался в еврейском ежемесячнике на немецком языке «Дер юде», редактором которого был М. Бубер.
В 1924 году М. Винер вступил в австрийскую компартию. В 1926 году, привлечённый открывшейся научной свободой, приехал в СССР, где занимался, в основном, исследованиями литературы на идише. Активно участвовал в исследованиях и публикациях еврейских научных институтов, существовавших в 1920-е — 1930-е годы в Харькове, Москве, Киеве.
Работал в этнографической секции Института еврейской пролетарской культуры (ИЕПК) Всеукраинской академии наук (ВУАН, Киев), где разрабатывал вопросы теории фольклористики с марксистских позиций и являлся редактором фольклорных сборников, подготовленных к печати в период его пребывания на посту руководителя секции.
В ноябре 1931 года в московской газете «Дэр Эмэс» была напечатана статья Меера Винера «Задачи этнографических исследований. О работе этнографической секции Института еврейской культуры». В 1932 году увидел свет сборник работ этнографов ИЕПК под названием «Проблемы фольклористики». Осенью того же года Меер Винер, покинув Киев, переехал в Москву и с той поры фольклористикой более не занимался.
В 1941 году Меер Винер ушёл добровольцем на фронт и в ноябре 1941 года пропал без вести под Вязьмой.
Дочь — писательница Юлия Винер (1935—2022). Похоронена на иерусалимском кладбище Гиват-Шауль.